# Алфи (Мачерата)
Алфи (итал. Alfi) насеље је у Италији у округу Мачерата, региону Марке.
Према процени из 2011. у насељу је живело 15 становника. Насеље се налази на надморској висини од 628 м.